# Zidane Ikbál
Zidane Amár Ikbál (arabul: زيدان عمار إقبال; Manchester, 2003. április 27. –) angol születésű iraki labdarúgó, a holland FC Utrecht játékosa. Iraki válogatott, 2022-ben mutatkozott be.

## Fiatalkora
Ikbál 2003. április 27-én született Manchesterben pakisztáni apa és iraki anya gyerekeként. 2007-től a Sale United csapatában játszott, majd 2012-ben leigazolta a Manchester United.

## Pályafutása

### Klubcsapatokban

#### Manchester United
2021 áprilisában írta alá első profi szerződését a csapattal. 2021. december 8-án debütált a csapatban a Young Boys elleni Bajnokok Ligája mérkőzésen, a 89. percben, Jesse Lingard cseréjeként. Az első brit-ázsiai játékos volt a csapat történetében. 2023 júniusában megosztotta, hogy elhagyja a csapatot, majd az FC Utrecht néhány nappal később bejelentette szerződtetését.

### A válogatottban
Ikbál az angol, az iraki és a pakisztáni válogatottban is játszhat.
2021 májusában megkapta iraki állampolgárságát és az utánpótlás válogatottban is Irak színeiben játszott. 2021 júniusában meghívót kapott az U20-as válogatottba a 2021-es arab kupára. A Manchester United nem engedte el a Covid19-pandémia miatt.
2021 szeptemberében Ikbált meghívták az U23-as iraki válogatott edzőtáborába az Egyesült Arab Emírségekbe. Szeptember negyedikén debütált a emírségek válogatottja ellen. 2021 októberében szerepelt az U23-as válogatott keretében a 2021-es Nyugat-ázsiai labdarúgó-bajnokságra. Október 8-án szerezte meg első gólját, amelyik meccsen csapatkapitány is volt.

## Statisztikák

### Klubcsapatokban
Frissítve: 2022. október 4.
| Csapat                | Szezon              | Bajnokság           | Bajnokság | Bajnokság | FA-Kupa | FA-Kupa | Ligakupa | Ligakupa | Európa | Európa | Egyéb | Egyéb | Összesen | Összesen |
| Csapat                | Szezon              | Osztály             | Mér.      | Gól       | Mér.    | Gól     | Mér.     | Gól      | Mér.   | Gól    | Mér.  | Gól   | Mér.     | Gól      |
| --------------------- | ------------------- | ------------------- | --------- | --------- | ------- | ------- | -------- | -------- | ------ | ------ | ----- | ----- | -------- | -------- |
| Manchester United U21 | 2019–2020           | Premier League U    | 2         | 1         | —       | —       | —        | —        | 0      | 0      | 0     | 0     | 2        | 1        |
| Manchester United U21 | 2019–2020           | Premier League 2    | 0         | 0         | —       | —       | —        | —        | 0      | 0      | 1     | 0     | 1        | 0        |
| Manchester United U21 | 2020–2021           | Premier League U    | 14        | 6         | —       | —       | —        | —        | 0      | 0      | 0     | 0     | 14       | 6        |
| Manchester United U21 | 2020–2021           | Premier League 2    | 13        | 0         | —       | —       | —        | —        | 0      | 0      | 0     | 0     | 13       | 0        |
| Manchester United U21 | 2021–2022           | Premier League 2    | 9         | 1         | —       | —       | —        | —        | 3      | 1      | 3     | 1     | 15       | 3        |
| Manchester United U21 | 2022–2023           | Premier League 2    | 3         | 0         | —       | —       | —        | —        | 0      | 0      | 2     | 0     | 5        | 0        |
| Utánpótlás összesen   | Utánpótlás összesen | Utánpótlás összesen | 41        | 8         | —       | —       | —        | —        | 3      | 1      | 5     | 1     | 48       | 10       |
| Manchester United     | 2021–2022           | Premier League      | 0         | 0         | 0       | 0       | 0        | 0        | 1      | 0      | —     | —     | 1        | 0        |
| Manchester United     | 2022–2023           | Premier League      | 0         | 0         | 0       | 0       | 0        | 0        | 0      | 0      | —     | —     | 0        | 0        |
| Manchester United     | Összesen            | Összesen            | 0         | 0         | 0       | 0       | 0        | 0        | 1      | 0      | —     | —     | 1        | 0        |
| FC Utrecht            | 2023–2024           | Eredivisie          | 0         | 0         | 0       | 0       | 0        | 0        | 0      | 0      | —     | —     | 0        | 0        |
| Karrier összesen      | Karrier összesen    | Karrier összesen    | 0         | 0         | 0       | 0       | 0        | 0        | 1      | 0      | 5     | 1     | 6        | 1        |

### A válogatottban
2025. április 7. állapot szerint
| Válogatott | Év       | Pályára lépések | Gólok |
| ---------- | -------- | --------------- | ----- |
| Irak       | 2022     | 2               | 0     |
| Irak       | 2023     | 2               | 0     |
| Irak       | 2024     | 11              | 1     |
| Irak       | 2025     | 2               | 0     |
| Összesen   | Összesen | 17              | 1     |